# Migato
Migato è una circoscrizione rurale (rural ward) della Tanzania situata nel distretto di Itilima, Regione del Simiyu. Conta una popolazione di 20 655 abitanti (censimento 2012).